# Kem mochi
Kem mochi là một món ăn ngọt Nhật Bản được làm từ mochi bọc bên ngoài và kem lạnh nhồi bên trong. Kem mochi ngày nay là một món ăn phổ biến quốc tế, có mặt tại Bắc Mỹ, châu Âu và châu Phi.

## Miêu tả
Kem mochi có hình dạng những  tròn, nhỏ với lớp bánh giầy (mochi), bọc lấy viên kem ở trong nhân. Nó có một lớp bột ngô để giữ cho bánh không dính tay. Các hương vị phổ biến nhất là trà xanh, vani, chocolate, dâu tây và đậu đỏ. 

## Lịch sử
Các món ngọt của Nhật Bản daifuku và manjū, thông thường nhân đậu đỏ, có thể coi là tiền thân của kem mochi. Do nhiệt độ và tính bền vững của mochi và kem khác nhau nên cả hai nguyên liệu này đều phải có sự gia giảm để đạt được độ kết dính ngay và tính bền vững không đổi bất kể sự thay đổi nhiệt độ .
Dạng khởi thủy của món tráng miệng này là sản phẩm của công ty Lotte có tên Yukimi Daifuku vào năm 1981. Sản phẩm này ban đầu dùng lớp vỏ là tinh bột gạo thay vì gạo nếp và nhân là một dạng sữa gạo thay vì kem.
Frances Hashimoto, cựu chủ tịch và CEO của Mikawaya, được ghi nhận là người sáng tạo ra kem mochi và giới thiệu món tráng miệng này đến thị trường Bắc Mỹ.
Chồng của Hashimoto, Joel Friedman, là người đầu tiên nảy ra ý tưởng cuộn bên ngoài những miếng kem nhỏ bằng một lớp bánh giầy mochi truyền thống của Nhật Bản. Frances Hashimoto đã phát triển và hoàn thiện ý tưởng của chồng mình bằng cách sáng tạo ra một món tráng miệng fusion mà giờ đã trở nên phổ biến ở Mỹ và nhiều nơi khác. Hashimoto sau này tạo ra bảy hương vị khác nhau trong dòng sản phẩm kem mochi.